# Villeroy (Somme)
Pour les articles homonymes, voir Villeroy.
Villeroy est une commune française située dans le département de la Somme, en région Hauts-de-France.

## Géographie

### Localisation
Villeroy est un village picard du Vimeu.
Limitrophe de Oisemont, la localité est située à 7 km au nord-est de Blangy-sur-Bresle, 20 km au sud d'Abbeville et à 41 km à l'ouest d'Amiens, à vol d'oiseau.
Le territoire de la commune est limitrophe de ceux de six communes.
Les communes limitrophes sont Cerisy-Buleux, Foucaucourt-Hors-Nesle, Mouflières, Oisemont, Ramburelles, Rambures et Cannessières.

### Hydrographie
La commune est traversée par la ligne de partage des eaux entre les bassins hydrographiques Artois-Picardie et Seine-Normandie. Elle n'est drainée par aucun cours d'eau.

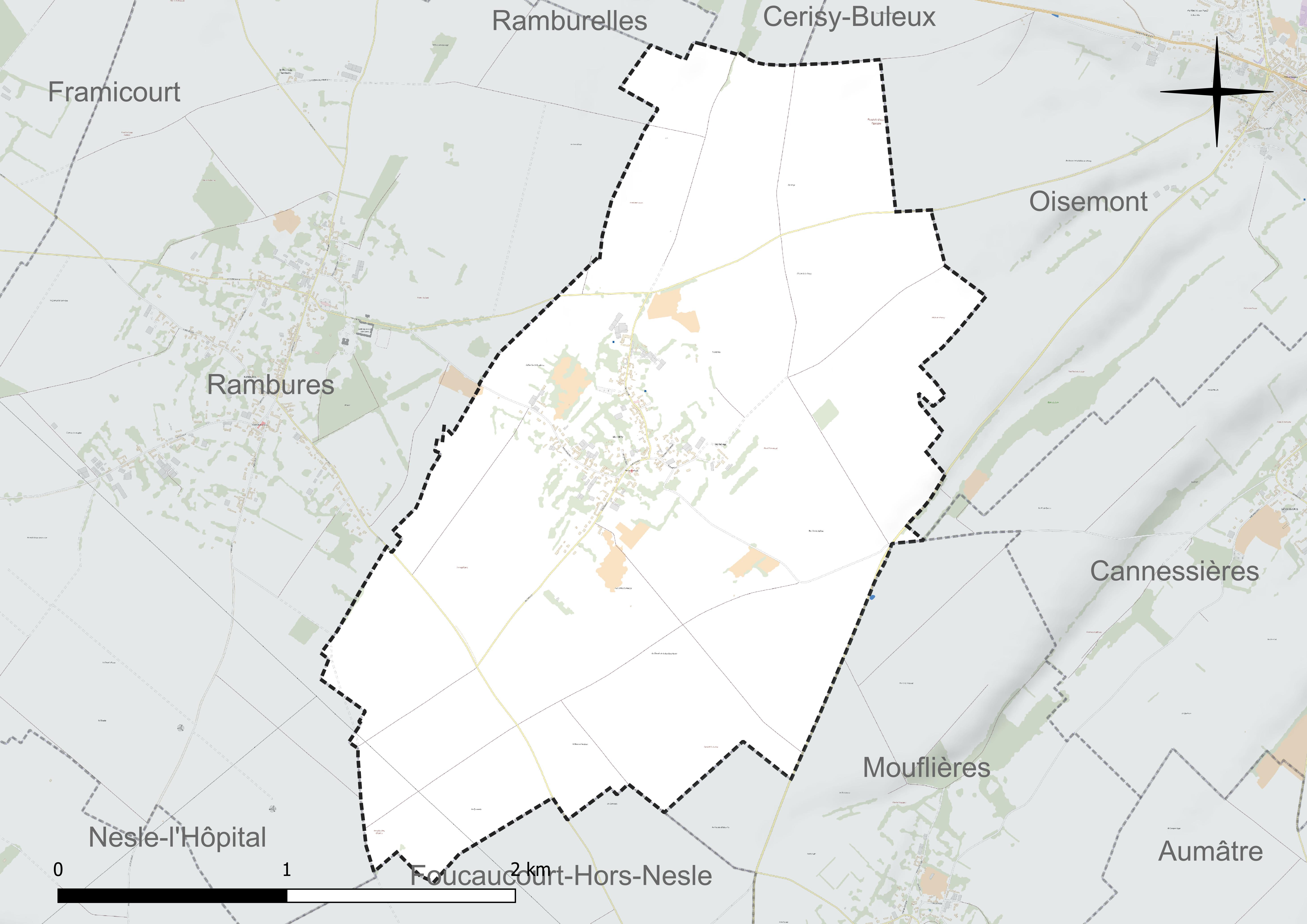
Réseau hydrographique de Villeroy.

### Climat
Pour des articles plus généraux, voir Climat des Hauts-de-France et Climat de la Somme.
En 2010, le climat de la commune est de type climat océanique franc, selon une étude du CNRS s'appuyant sur une série de données couvrant la période 1971-2000. En 2020, Météo-France publie une typologie des climats de la France métropolitaine dans laquelle la commune est exposée à un climat océanique et est dans la région climatique Côtes de la Manche orientale, caractérisée par un faible ensoleillement (1 550 h/an) ; forte humidité de l'air (plus de 20 h/jour avec humidité relative > 80 % en hiver), vents forts fréquents.
Pour la période 1971-2000, la température annuelle moyenne est de 10 °C, avec une amplitude thermique annuelle de 13,8 °C. Le cumul annuel moyen de précipitations est de 864 mm, avec 13,1 jours de précipitations en janvier et 8,7 jours en juillet. Pour la période 1991-2020, la température moyenne annuelle observée sur la station météorologique la plus proche, située sur la commune d'Oisemont à 4 km à vol d'oiseau, est de 11,1 °C et le cumul annuel moyen de précipitations est de 801,4 mm,. Pour l'avenir, les paramètres climatiques de la commune estimés pour 2050 selon différents scénarios d'émission de gaz à effet de serre sont consultables sur un site dédié publié par Météo-France en novembre 2022.
| Mois                                  | jan.             | fév.            | mars          | avril         | mai             | juin           | jui.          | août           | sep.          | oct.            | nov.            | déc.             | année      |
| ------------------------------------- | ---------------- | --------------- | ------------- | ------------- | --------------- | -------------- | ------------- | -------------- | ------------- | --------------- | --------------- | ---------------- | ---------- |
| Température minimale moyenne (°C)     | 1,9              | 1,9             | 3,7           | 5,2           | 8,3             | 11,3           | 13,4          | 13,5           | 11            | 8,4             | 5,1             | 2,6              | 7,2        |
| Température moyenne (°C)              | 4,4              | 4,8             | 7,4           | 10            | 13,2            | 16,1           | 18,3          | 18,4           | 15,5          | 12              | 7,8             | 5                | 11,1       |
| Température maximale moyenne (°C)     | 6,9              | 7,7             | 11,2          | 14,8          | 18              | 21             | 23,2          | 23,3           | 20,1          | 15,5            | 10,5            | 7,3              | 15         |
| Record de froid (°C) date du record   | −12,7 01.01.1997 | −13 07.02.1991  | −8,8 04.03.05 | −4 08.04.03   | −0,9 05.05.1996 | 2,2 02.06.1991 | 6 07.07.1996  | 5,9 25.08.1993 | 2,6 30.09.18  | −4,9 29.10.1997 | −8,4 30.11.1989 | −13,2 29.12.1996 | −13,2 1996 |
| Record de chaleur (°C) date du record | 15,6 01.01.22    | 18,7 15.02.1998 | 24,8 31.03.21 | 27,6 19.04.18 | 31,7 27.05.05   | 36,4 18.06.22  | 41,4 25.07.19 | 38 10.08.03    | 34,2 10.09.23 | 29,1 01.10.11   | 20,9 07.11.15   | 16,1 31.12.22    | 41,4 2019  |
| Précipitations (mm)                   | 67,8             | 59,4            | 58,2          | 49,3          | 63,4            | 57,5           | 60            | 72             | 63,6          | 72,7            | 80,9            | 96,6             | 801,4      |

## Urbanisme

### Typologie
Au 1er janvier 2024, Villeroy est catégorisée commune rurale à habitat dispersé, selon la nouvelle grille communale de densité à sept niveaux définie par l'Insee en 2022.
Elle est située hors unité urbaine et hors attraction des villes,.

### Occupation des sols
L'occupation des sols de la commune, telle qu'elle ressort de la base de données européenne d'occupation biophysique des sols Corine Land Cover (CLC), est marquée par l'importance des territoires agricoles (94,6 % en 2018), une proportion identique à celle de 1990 (94,6 %). La répartition détaillée en 2018 est la suivante : 
terres arables (77,3 %), prairies (17 %), zones urbanisées (5,4 %), zones agricoles hétérogènes (0,4 %). L'évolution de l'occupation des sols de la commune et de ses infrastructures peut être observée sur les différentes représentations cartographiques du territoire : la carte de Cassini (XVIIIe siècle), la carte d'état-major (1820-1866) et les cartes ou photos aériennes de l'IGN pour la période actuelle (1950 à aujourd'hui).

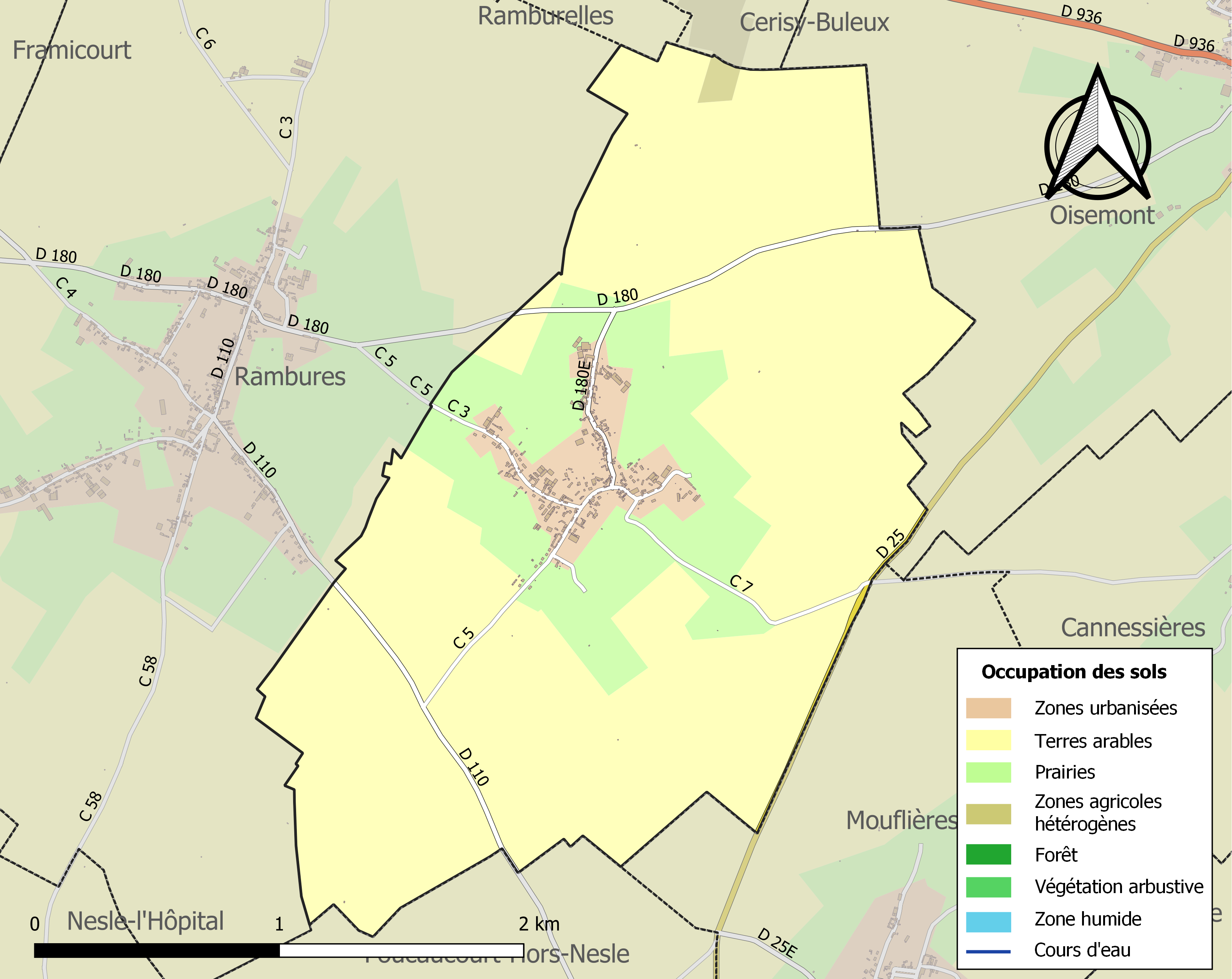
Carte des infrastructures et de l'occupation des sols de la commune en 2018 (CLC).

### Voies de communication et transports
La localité est desservie par la ligne d'autocars no 1 (Mers-lès-Bains - Oisemont - Amiens) du réseau Trans'80, Hauts-de-France, chaque jour de la semaine sauf le dimanche et les jours fériés.

## Toponymie
Le village est nommé Velerois (117.) ; Villeroia (1185) ; Villeroie (1199) ; Villeroye (1300-1323) ; Vileroie (1337) ; Villerois (1507) ; Villeroy (1515) ; Villeroy-en-Vimeu (1730) ; Villeroys (1753).

## Histoire
Le village était possédé par les templiers qui avaient établi une muraille tout autour.
La seigneurie relevait de Bailleul-en-Vimeu puis passa aux seigneurs de Rambures.
L'église Saint-Sauveur fut reconstruite au XIXe siècle.
Une anecdote d'un ancien du village, à ce jour décédé, relatait que durant l'occupation allemande de la Seconde Guerre mondiale, un bâtiment avait pris feu. Seule une partie rongée par les flammes risquant d'entrainer l'effondrement du toit, un soldat allemand coupa la poutre principale de la charpente pour sauver des habitants.

## Politique et administration

### Rattachements administratifs et électoraux
La commune se trouvait jusqu'en 2009 dans l'arrondissement d'Amiens du département de la Somme. De 2009 à 2016, elle est intégrée à l'arrondissement d'Abbeville, avant de réintégrer le 1er janvier 2017 l'arrondissement d'Amiens. Pour l'élection des députés, elle fait partie depuis 2012 de la troisième circonscription de la Somme.
Elle faisait partie depuis 1793 du canton d'Oisemont. Dans le cadre du redécoupage cantonal de 2014 en France, la commune est intégrée au canton de Poix-de-Picardie.

### Intercommunalité
La commune était membre de la petite communauté de communes de la Région d'Oisemont (CCRO), créée au 1er janvier 1995.
Dans le cadre des dispositions de la loi portant nouvelle organisation territoriale de la République du 7 août 2015, qui prévoit que les établissements publics de coopération intercommunale (EPCI) à fiscalité propre doivent avoir un minimum de 15 000 habitants, la préfète de la Somme propose en octobre 2015 un projet de nouveau schéma départemental de coopération intercommunale (SDCI) qui prévoit la réduction de vingt-huit à seize du nombre des intercommunalités à fiscalité propre du département.
Ce projet prévoit la « fusion des communautés de communes du Sud-Ouest Amiénois, du Contynois et de la région d'Oisemont », le nouvel ensemble de 37 412 habitants regroupant 120 communes,. À la suite de l'avis favorable de la commission départementale de coopération intercommunale en janvier 2016, la préfecture sollicite l'avis formel des conseils municipaux et communautaires concernés en vue de la mise en œuvre de la fusion.
La communauté de communes Somme Sud-Ouest (CC2SO), dont est désormais membre la commune, est ainsi créée au 1er janvier 2017.

### Liste des maires
| Période                                  | Période                      | Identité       | Étiquette | Qualité                                               |
| ---------------------------------------- | ---------------------------- | -------------- | --------- | ----------------------------------------------------- |
| Les données manquantes sont à compléter. |                              |                |           |                                                       |
| mars 1989                                | mars 2008                    | Roger Dancourt |           | Compagnon maçon                                       |
| mars 2008                                | 2014                         | Pascal Gouin   |           |                                                       |
| 2014                                     | En cours (au 8 octobre 2020) | David Dancourt |           | Fils de Roger Dancourt Réélu pour le mandat 2020-2026 |

## Population et société

### Démographie
L'évolution du nombre d'habitants est connue à travers les recensements de la population effectués dans la commune depuis 1793. Pour les communes de moins de 10 000 habitants, une enquête de recensement portant sur toute la population est réalisée tous les cinq ans, les populations de référence des années intermédiaires étant quant à elles estimées par interpolation ou extrapolation. Pour la commune, le premier recensement exhaustif entrant dans le cadre du nouveau dispositif a été réalisé en 2004.

En 2022, la commune comptait 175 habitants, en évolution de −9,33 % par rapport à 2016 (Somme : −1,26 %, France hors Mayotte : +2,11 %).
| 1793 | 1800 | 1806 | 1821 | 1831 | 1836 | 1841 | 1846 | 1851 |
| ---- | ---- | ---- | ---- | ---- | ---- | ---- | ---- | ---- |
| 318  | 331  | 371  | 345  | 374  | 384  | 357  | 346  | 345  |

| 1856 | 1861 | 1866 | 1872 | 1876 | 1881 | 1886 | 1891 | 1896 |
| ---- | ---- | ---- | ---- | ---- | ---- | ---- | ---- | ---- |
| 330  | 348  | 344  | 338  | 341  | 320  | 327  | 304  | 288  |

| 1901 | 1906 | 1911 | 1921 | 1926 | 1931 | 1936 | 1946 | 1954 |
| ---- | ---- | ---- | ---- | ---- | ---- | ---- | ---- | ---- |
| 309  | 311  | 287  | 221  | 216  | 212  | 222  | 230  | 239  |

| 1962 | 1968 | 1975 | 1982 | 1990 | 1999 | 2004 | 2006 | 2009 |
| ---- | ---- | ---- | ---- | ---- | ---- | ---- | ---- | ---- |
| 247  | 242  | 218  | 205  | 210  | 216  | 218  | 218  | 210  |

| 2014 | 2019 | 2022 | - | - | - | - | - | - |
| ---- | ---- | ---- | - | - | - | - | - | - |
| 198  | 182  | 175  | - | - | - | - | - | - |

### Enseignement
Le village n'a plus d'école.
En matière d'enseignement primaire, les enfants du village relèvent du regroupement pédagogique concentré organisé à l'école publique d'Oisemont, destinée à accueillir trois cents élèves. La compétence scolaire est mise en œuvre par la communauté de communes Somme Sud-Ouest.

## Culture locale et patrimoine

### Lieux et monuments

Mairie-école.
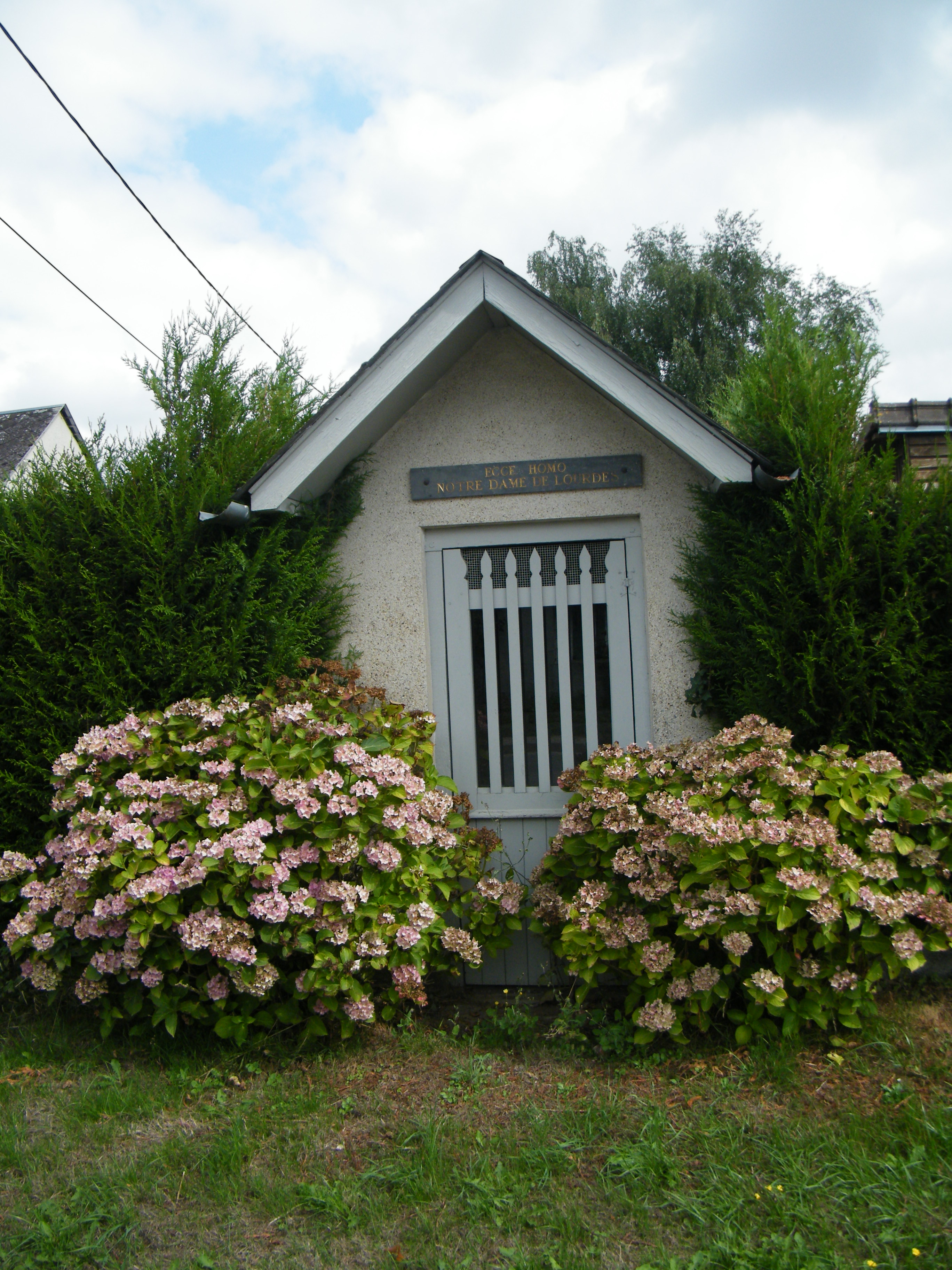
Chapelle Notre-Dame-de-Lourdes.
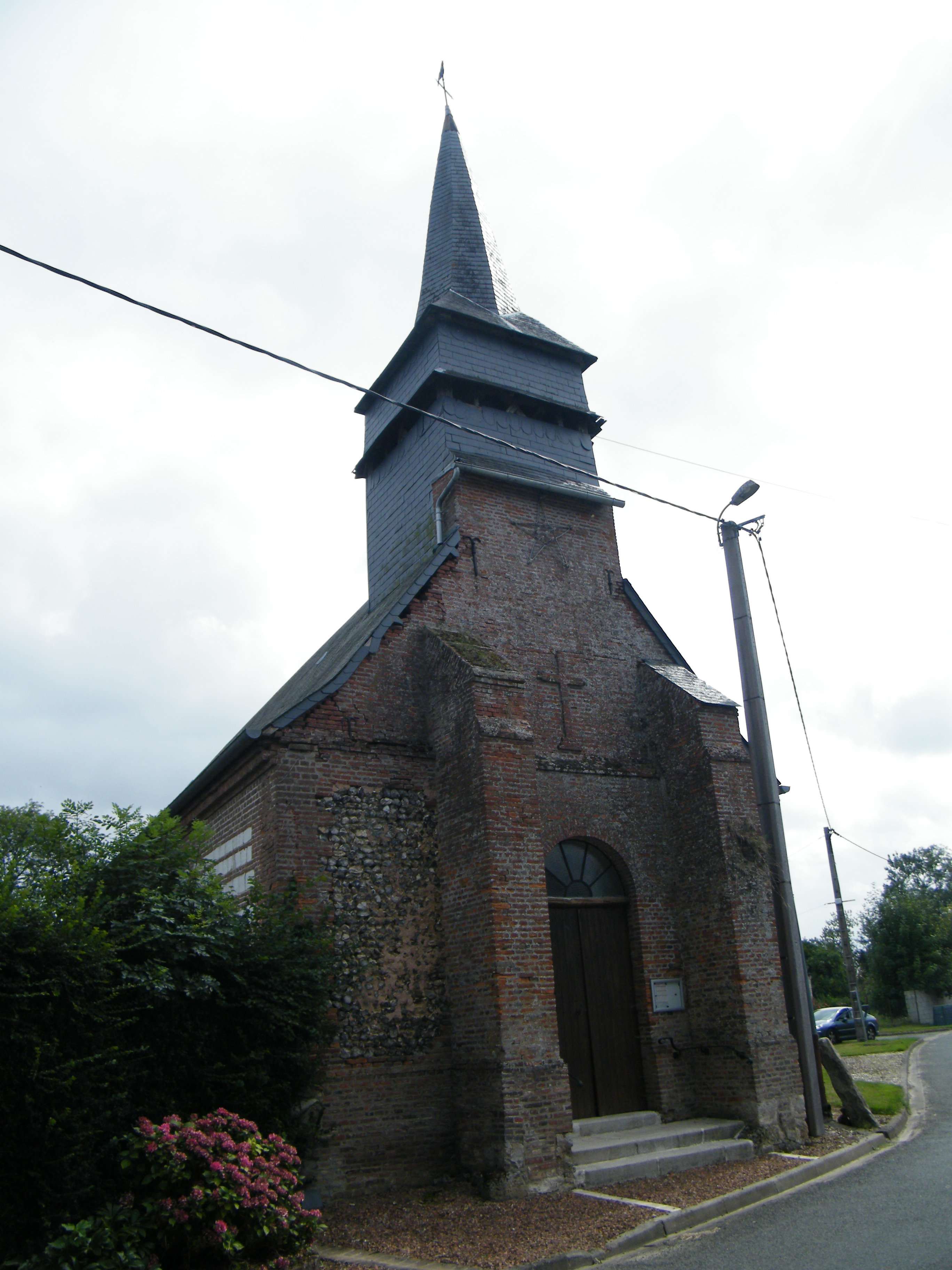
Clocher-porche en brique.
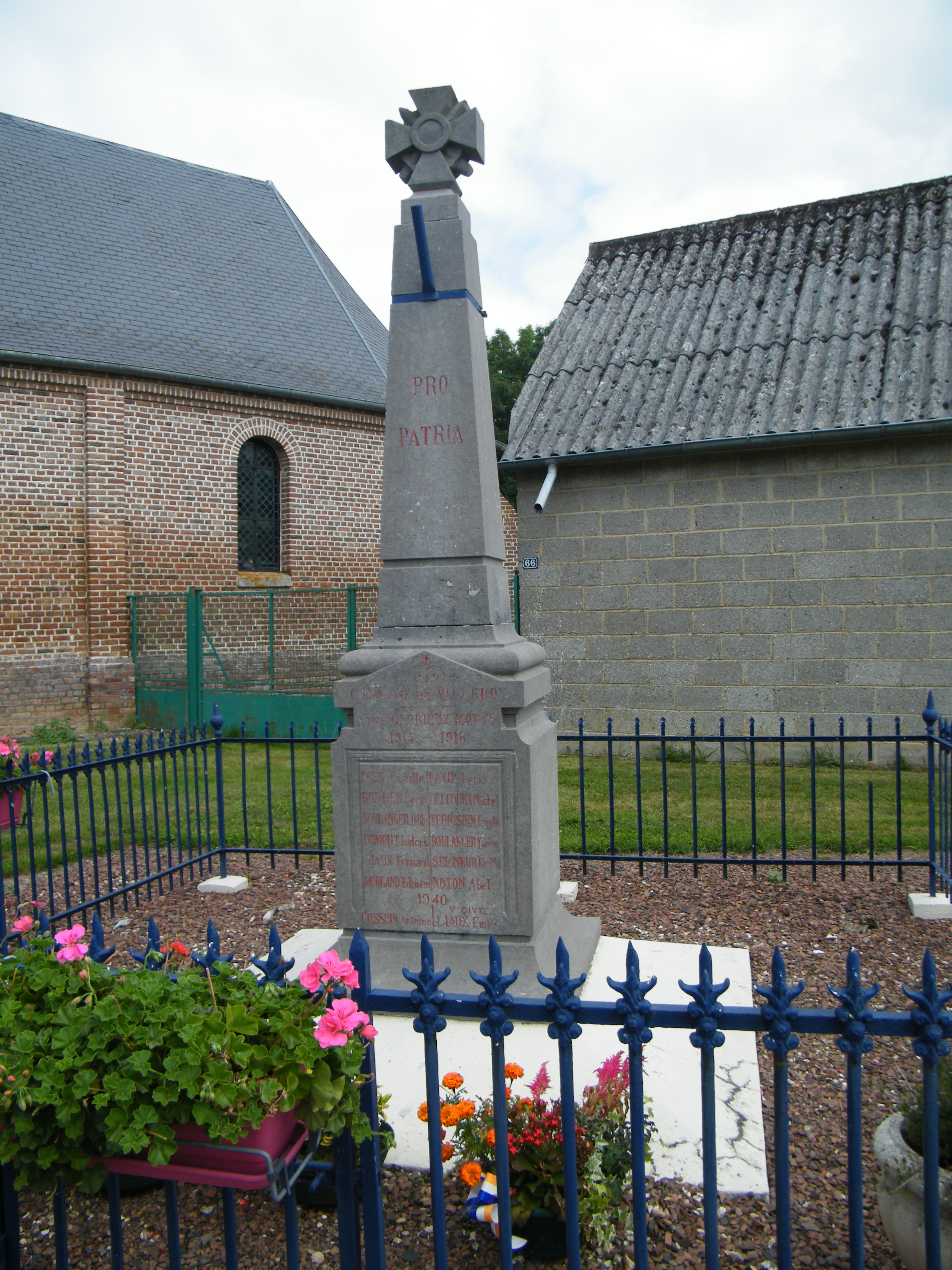
Monument aux morts pour la patrie.

On peut visualiser du ciel les traces du chemin de fer[Lequel ?] traversant les champs. On constate en se promenant les traces de fortifications et reliefs de tours datant de l'époque gallo-romaine.
En ce qui concerne l'église Saint-Sauveur, seule la moitié de l'édifice est du XVIe siècle. Un incendie à l'époque de la Révolution française l'a détruite. Il reste néanmoins le mobilier d'époque (et notamment un lutrin du XVIIIe siècle et un confessionnal du XVIIe siècle)  ainsi que certaines statues datant elles aussi du XVIe siècle.
La mairie et l'ancienne école communale, datent de 1884. Les deux bâtiments de style classique aux couleurs du drapeau français : bleu pour la tuile, rouge pour la brique, et blanc pour la roche calcaire. La mairie-école est munie d'une cloche.
Les constructions anciennes sont constituées de silex pour les fondations de certaines maisons ou fermes (matériau déjà utilisé depuis des siècles lié à sa propriété d'isolant en matière d'humidité).
Le village est entouré de chemins de terre empruntés par les agriculteurs pour accéder aux champs. Néanmoins, leur utilisation plus ancienne est attestée par la présence de croix romaines ou de socles en pierre. Ces chemins forment une multitude de carrefours.